# Pyrosomida
Pyrosomida (iskrzyłuda) – monotypowy rząd kolonijnych sprzągli występujących najczęściej w ciepłych morzach. Do rzędu zalicza się dziewięć gatunków opisanych w trzech rodzajach.

## Budowa
Wszystkie pyrosomidy mają podobną budowę. Są to cylindryczne, z jednej strony ślepo zakończone kolonie licznych zooidów. Każdy osobnik posiada kosz skrzelowy, zajmujący większą część ciała, syfon wlotowy i wylotowy. Syfony wlotowe wszystkich zooidów umieszczone są po zewnętrznej stronie kolonii, a wylotowe po wewnętrznej. Woda filtrowana przez poszczególne osobniki jest wpychana do wspólnej jamy atrialnej, skąd uchodzi otwartym końcem kolonii, napędzając całość ruchem odrzutowym. Poszczególne zooidy są bardzo małe (kilka milimetrów) i przypominają swoją budową żachwy. Wszystkie osobniki otoczone są jedną wspólną tuniką.

## Bioluminescencja
Pyrosomidy są zdolne do bioluminescencji, skąd bierze się ich nazwa (gr. pyro – ogień i soma – ciało). Organami wytwarzającymi światło są skupiska gruczołowatych komórek położone na końcu gardzieli.

## Rozmnażanie i rozwój

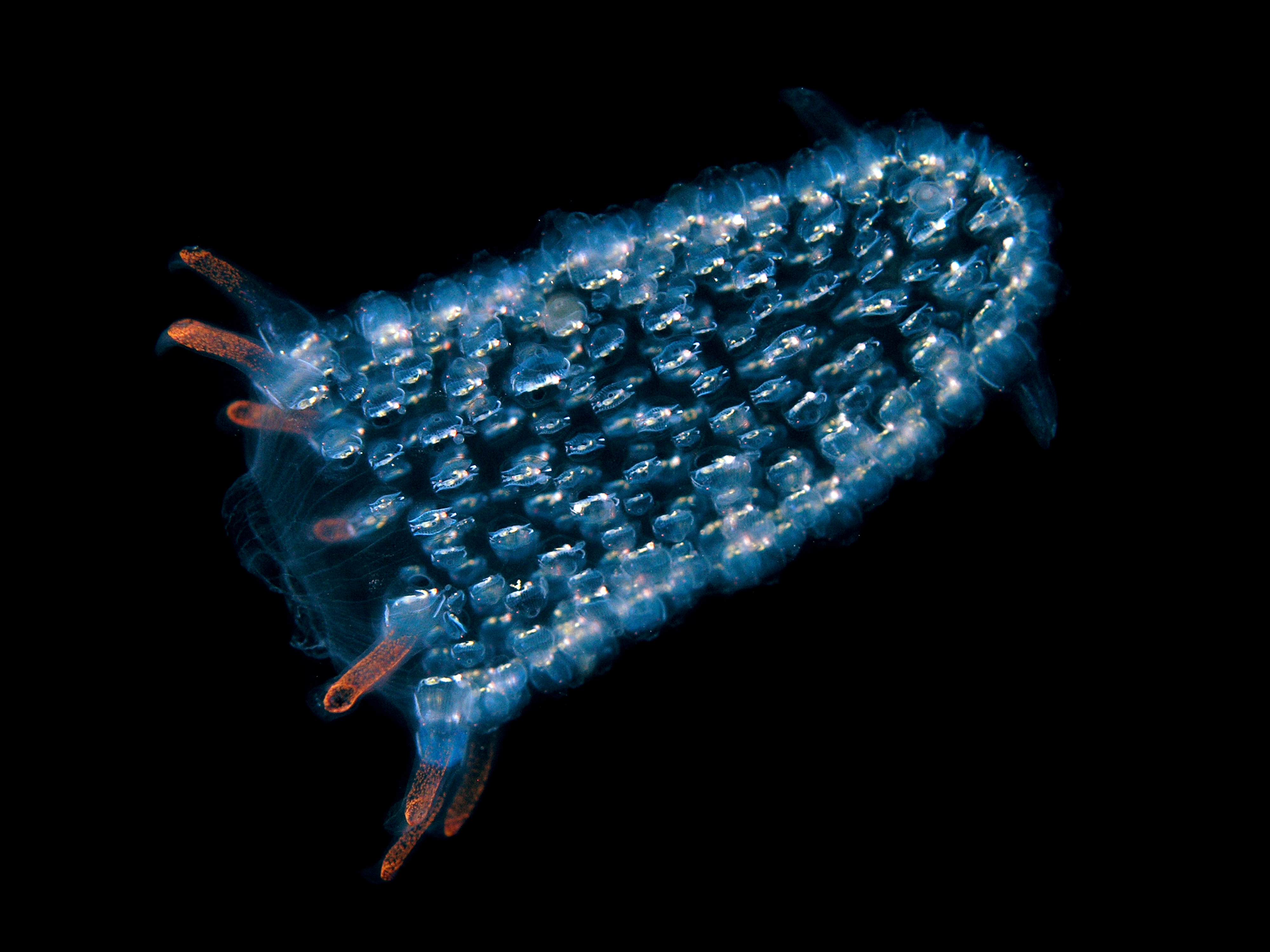
Młodociana kolonia pyrosomy (długość ok. 1 cm).

Iskrzyłudy są organizmami hermafrodytycznymi. Zapłodnienie bogatego w żółtko jaja zachodzi w jamie atrialnej macierzystego osobnika. Z jaja rozwija się bezpośrednio (brak typowej dla osłonic kijankowatej larwy) cyathozooid – pierwszy zooid potomnej kolonii, który u przedstawicieli rodzaju Pyrostremma przypomina zwykłego osobnika, natomiast u rodzajów Pyrosoma i Pyrosomella jest znacząco zredukowany. U Pyrostremma z cyathozooidu wypączkowuje 30–80 pierwotnych zooidów, natomiast u Pyrosoma i Pyrosomella jedynie cztery, nazywane tetrazooidami. Tak ukształtowana młoda kolonia opuszcza macierzystą przez jamę atrialną.
Cyathozooid pełni funkcje odżywcze – trawi embrionalne zapasy żółtka, które rozprowadza następnie po młodocianej kolonii dzięki uwspólnionemu układowi krwionośnemu. Atrium cyathozooidu stanowi zawiązek przyszłej wspólnej jamy atrialnej kolonii. Gdy zooidy potomne dojrzewają, zaczynają rozmnażać się bezpłciowo przez pączkowanie, powodując wzrost całej kolonii. W pełni ukształtowana kolonia pyrosomidów może osiągnąć ok. 4 m długości.

## Systematyka
Rząd Pyrosomida zawiera jedną rodzinę, dzieloną na dwie podrodziny, których oddzielność potwierdzają dane morfologiczne i molekularne.
- rodzina: Pyrosomatidae
  - podrodzina: Pyrosomatinae
    - rodzaj: Pyrosoma
      - Pyrosoma aherniosum Seeliger, 1895
      - Pyrosoma atlanticum Péron, 1804
      - Pyrosoma godeauxi van Soest, 1981
      - Pyrosoma ovatum Neumann, 1909
      - Pyrosoma spinosum Herdman, 1888

    - rodzaj: Pyrosomella
      - Pyrosomella verticillata Neumann, 1909
      - Pyrosomella operculata

  - podrodzina: Pyrostremmatinae
    - rodzaj: Pyrostremma
      - Pyrostremma spinosum
      - Pyrostremma agassizi